# Лапланш, Жан
Жан Лапланш (фр. Jean Laplanche; 21 июня 1924, IV округ Парижа — 6 мая 2012[…], Бон) — французский философ и психоаналитик.

## Биография
Жан Лапланш родился 21 июня 1924 года в Париже в семье с давними винодельческими традициями. Получил образование в Высшей нормальной школе, где изучал философию и, в частности, прослушал курсы лекций Жана Ипполита, Гастона Башляра и Мориса Мерло-Понти. В годы Второй мировой войны присоединился к движению Сопротивления. В 1946—1947 годах стажировался в Гарвардском университете, где впервые серьёзно увлекся психоанализом. По возвращении во Францию стал помощником одного из лидеров французского психоаналитического движения Жака Лакана и под его руководством получил степень доктора медицины.
Лапланш принимал активное участие в политической жизни. Начав как активист «Католического действия», он стал троцкистом. В 1948 году он стал одним из основателей левокоммунистической группировки «Социализм или варварство». После событий 1968 года отошёл от активной политической жизни. Лапланш много времени уделял занятиям виноградарством и виноделием в своём имении близ Поммара (департамент Кот-д’Ор).

## Научная деятельность
Научная и философская деятельность Лапланш связана с психоаналитическим движением. Он явился одним из основателей Психоаналитической ассоциации Франции, и был её председателем в 1969—1971 годах. Вёл активную преподавательскую деятельность в Сорбонне, а после разделения университета, в Университете Париж Дидро, где читал курсы, посвящённые психоанализу. Опубликованы объёмные материалы его семинарских занятий.
Известность Лапланшу принесла публикация им совместного с Жаном-Бертраном Понталисом «Словаря по психоанализу» (1967), который стал одним из самых популярных энциклопедических изданий по данной проблематике. Это издание было переведено на основные языки мира и неоднократно переиздавалось.
С 1988 года Лапланш являлся научным редактором перевода полного собрания сочинений Фрейда на французский язык, обобщил опыт фрейдовских переводов в монографии «Переводить Фрейда» (1989).

## Лапланш в России
Главный труд Лапланша, «Словарь по психоанализу», дважды был издан на русском языке. Первое издание книги вышло в издательстве «Высшая школа» в 1996 году, а второе, уточнённое переводчиком, в совместном издании «Центра гуманитарных инициатив» и «Института общегуманитарных исследований», в 2010 году. Перевод был выполнен Н. С. Автономовой.

## Научные труды
- Hölderlin et la question du père, Paris, PUF, 1961.;[9] Hölderlin and the question of the father, Victoria, ELS Editions n° 97, 2007, ISBN 978-1-55058-379-3[10][11]
- Vocabulaire de la psychanalyse (The Language of Psycho-Analysis), Paris, PUF, 1967.
- Vie et mort en psychanalyse (Life and Death in Psychoanalysis), Paris, Flammarion, 1970.
- Problématiques I: L’angoisse, Paris, PUF, 1980.
- Problématiques II: Castration-Symbolisations, Paris, PUF, 1980.
- Problématiques III: La Sublimation, Paris, PUF, 1980.
- Problématiques IV: L’inconscient et le ça, Paris, PUF, 1981.
- Fantasme originaire. fantasmes des origines, origines du fantasme (Fantasy and the Origins of Sexuality), Paris, Hachette 1985.
- Problématiques V: Le baquet-transcendence du transfert, Paris, PUF, 1987.
- Nouveaux fondements pour la psychanalyse (New Foundations for Psychoanalysis), Paris, PUF, 1987.
- Traduire Freud, Paris, PUF, 1989.
- La révolution copernicienne inachevée (Travaux 1967—1992), Paris, Aubier 1992 ISBN 2-7007-2166-7. Réédition : Le Primat de l’autre en psychanalyse, Paris, Flammarion, 1997, ISBN 2-08-081390-0; rééd. sous le titre La Révolution copernicienne inachevée: PUF / Quadrige, 2008. (La pulsion pour quoi faire (Paris, APF, 1984) and «Le mur et l’arcade» are now in the book: La révolution copernicienne inachevée.)
- Le fourvoiement biologisant de la sexualité chez Freud, Paris, Les empêcheurs de penser en rond, 1993.
- Entre séduction et inspiration: l’homme, Paris, PUF, 1999.
- «Masochism and Sexuality», An Interview with Jacques André, Journal of European Psychoanalysis, 16, 2003, http://www.psychomedia.it/jep/number16/laplanche.htm
- Problématiques VI: L'après-coup — La «Nachträglichkeit» dans l’après-coup (1990—1991), Paris, PUF, 2006. (A better English translation of «Nachträglichkeit» is afterwardsness; the old translation was deferred action).
- Problématiques VII: Le fourvoiement biologisant de la sexualité chez Freud suivi de Biologisme et biologie, Paris, PUF, 2006.
- Sexual. La sexualité élargie au sens freudien. 2000—2006, Paris, PUF, 2007. English Transl.: Freud and the Sexual, Edited by John Fletcher, Translated by John Fletcher, Jonathan House and Nicholas Ray, New York, The Unconscious in Translation, 2011.

### Переводы на русский язык
- Лапланш, Ж. Проблематики I. Страх / пер. с фр. — Ижевск: ERGO, 2011 (ISBN 978-5-98904-192-3)